# Stan Getz & Bill Evans
Albums par Stan Getz
Nobody Else But Me
(1964) Getz au Go Go
(1964)
Albums par Bill Evans
Trio '64
(1964) The Bill Evans Trio "Live"
(1964)
Stan Getz & Bill Evans est un album  du saxophoniste Stan Getz et du pianiste Bill Evans enregistré en 1964 et publié en 1973.

## Historique
Les titres qui composent cet album ont été enregistrés au Rudy Van Gelder's studio à Englewood Cliffs (New Jersey), le 5 mai (pistes 4-6) et le 6 mai (pistes 1-3, 7-8).
Ni Stan Getz, ni Evans n'étaient satisfaits du résultat. Ils s'étaient donc opposés à la publication de ces plages. Ce n'est qu'après une action en justice que le producteur Creed Taylor a pu éditer ce disque. Cet album n'a donc été publié pour la première fois qu'en 1973 sous forme de LP par le label Verve Records (V6 8833). Il a été réédité en cd avec des pistes additionnelles.
Le coffret The Complete Bill Evans on Verve offre de nombreux titres inédits (essentiellement des prises alternatives) enregistrés lors de ces sessions.
Selon les archives de Verve Records, il y aurait eu, le 22 avril, quelques jours avant ces deux sessions, une première séance pendant laquelle auraient été enregistré 3 titres : Come Sunday, Theme From The Carpetbaggers et Six-Nix-Pix-Clix. Les numéros de matrices des titres existent (64VK329 à 64VK331), mais les bandes semblent avoir été perdues. Ces bandes réapparaitront peut-être, de la même façon que 5 titres « perdus » de la session Alone ont été retrouvée-s après la publication de l'intégrale Verve. Le personnel de cette session était : Bill Evans, Stan Getz, Gary Burton (vibraphone), Chuck Israels (contrebasse) et Joe Hunt (batterie).
Stan Getz et Bill Evans se produiront de nouveau ensemble en 1974. On en trouve témoignage sur l'album But Beautiful (Milestone).

## Titres de l'album

### Édition originale
| No | Titre                        | Auteur                         | Durée |
| -- | ---------------------------- | ------------------------------ | ----- |
| 1. | Night and Day                | Cole Porter                    | 6:45  |
| 2. | But Beautiful                | Jimmy Van Heusen, Johnny Burke | 4:40  |
| 3. | Funkallero                   | Bill Evans                     | 6:40  |
| 4. | My Heart Stood Still         | Richard Rodgers, Lorenz Hart   | 8:37  |
| 5. | Melinda                      | Burton Lane, Alan Jay Lerner   | 5:04  |
| 6. | Grandfather's Waltz          | Lars Färnlöf, Gene Lees        | 6:28  |
| 7. | Theme from the Carpetbaggers | Elmer Bernstein                | 1:47  |
| 8. | WNEW (Theme song)            | Larry Green                    | 2:50  |

### The Complete Bill Evans on Verve
Le coffret offre de nombreuses prises inédites (parfois incomplètes). Par ailleurs, on y entend les échanges verbaux entre les musiciens, et ceux, parfois houleux, entre Stan Getz et Creed Taylor.
- My Heart Stood Still (0:49)
- My Heart Stood Still (9:04)
- My Heart Stood Still (3:23)
- Grandfather’s Waltz (0:27)
- Grandfather’s Waltz (0:25)
- Grandfather’s Waltz (5:37)
- Dark Eyes (1:19)
- Funkallero (1:18)
- Theme from the Carpetbaggers (1:37
- Theme from the Carpetbaggers (1:57)
- Theme from the Carpetbaggers (1:46)
- Theme from the Carpetbaggers (0:40)
- Theme from the Carpetbaggers (1:49)
- Night and Day (2:27)
- Night and Day (6:37)

Lors de la session du 5 mai, les musiciens s'offrent, lors d'une pause, un moment de détente en jouant dans un style particulièrement « corny » Dark Eyes. Stan Getz pastiche Charlie Ventura, Elvin Jones imite les batteurs de l'époque swing et Bill Evans joue stride. Un des musiciens s'écrit : « No, no, no, you forget the arrangement ».

## Personnel
- Stan Getz : Saxophone ténor
- Bill Evans : piano
- Ron Carter - contrebasse (pistes 1-3, 7-8)
- Richard Davis - contrebasse (pistes 4-6)
- Elvin Jones : batterie